# 德氏擬白魚
德氏擬白魚（学名：Alburnoides devolli）為輻鰭魚綱鯉形目雅羅魚科擬白魚屬的其中一種，分布於歐洲阿爾巴尼亞塞曼河上游的德沃爾河流域，體長可達9.5公分，棲息在河川底中層水域，生活習性不明。

## 扩展阅读
維基物種上的相關：德氏擬白魚